# Musique hébraïque
La musique hébraïque  désigne la musique liturgique du temps des Hébreux.

## Musique liturgique
- Baqashot
- Cantillation ou Hazzanut
- Haazanim
- Hanukkah
- Nigoun
- Piyyut
- Pizmonim
- Psaume
- Zemirot